# Gurgesiella
Gurgesiella es un género de peces de la familia de los Rajidae en el orden de los Rajiformes.